# Piresia macrophylla
Piresia macrophylla là một loài thực vật có hoa trong họ Hòa thảo. Loài này được Soderstr. miêu tả khoa học đầu tiên năm 1982.